# Walther Machalett
Walther Machalett (* 1901 in Gotha; † 1982 in Hamburg) war ein deutscher Laienforscher und Vertreter einer rechtsesoterischen Szene mit rassistischem Gedankengut. Er war Gründer des „Arbeits- und Forschungskreis Walther Machalett für Vor- und Frühgeschichte“. Er veröffentlichte mehrere Bücher, darunter über die Externsteine, und eine eigene Zeitschriftenreihe.